# Fluorocarboni hidrogenat
Els fluorocarbonis hidrogenats (HFC) són compostos químics formats per àtoms de fluor, hidrogen i carboni i que contenen només uns pocs àtoms de fluor. Es fan servir com a substituts de refrigerants en lloc dels clorofluorocarbonis antigament usats (com el Freó-12), ja que no danyen la capa d'ozó en no contenir ni clor ni brom. Tanmateix el seu ràpid increment en l'atmosfera terrestre causa preocupació internacional per ser una causa de l'escalfament global.
Els fluorocarbonis amb pocs enllaços químics C-F es comporten de manera similar als seus hidrocarburs parentals, però la seva reactivitat pot quedar significativament alterada.